# Open Source Initiative

Logo

Die Open Source Initiative (OSI) ist eine Organisation, die sich der Förderung von Open-Source-Software widmet. Sie wurde im Februar 1998 von Bruce Perens und Eric S. Raymond gegründet. Sie zertifiziert Softwarelizenzen anhand ihrer eigenen Open-Source-Definition. Software, die unter diesen Lizenzen verbreitet wird, darf das Certification Mark der OSI tragen.

## Geschichte
Anfang 1998 gab das Unternehmen Netscape angesichts schwindender Gewinne und hartem Konkurrenzkampf mit dem Internet Explorer von Microsoft die Quelltexte zu seinem Flaggschiff-Produkt Netscape Navigator frei. IBM stellte seinen Apache HTTP Server 1998 ebenfalls unter die Apache-Lizenz und der Konzern HP gründete 1999 seine Open-Source-Solutions-Operation. Die Konzerne reagierten damit auf die veränderten Bedingungen der Märkte und auf die starke Konkurrenz durch Entwicklungen im Internet/WWW. Eine Gruppe von an freier Software und GNU/Linux interessierten Leuten entschied sich, einen neuen Marketing-Begriff für freie Software einzuführen, um diese im Wettbewerb mit proprietärer Software als geschäftsfreundlich, weniger ideologisch belastet und frei von den ethischen und sozialen Komponenten der Free Software Foundation darstellen zu können.
Zeitgleich entwarf Bruce Perens, der ehemalige Projektleiter der Linux-Distribution Debian, die Open Source Definition. Debian sah sich angesichts der Nachbarlizenzen herausgefordert, genauer zu definieren, was die Freiheit sei, die das Projekt meint. Diese Positionen formulierte Perens nach Diskussion mit anderen Debian-Entwicklern 1997 im Debian Social Contract. Dieser formuliert die Verpflichtung, dass Debian vollständig Freie Software bleibt, das Projekt alle Neuerungen an die Community zurückgeben und keine Fehler verstecken wird. Das wird weiterhin in den Debian Free Software Guidelines (DFSG) ausgeführt.
Aus dem Geist und Inhalt dieser beiden Texte entstand die OSD: Die Debian-spezifischen Referenzen wurden entfernt, „Free Software“ gegen „Open Source Software“ ausgetauscht und der Name geändert. Schließlich registrierte man für Software in the Public Interest, die Schirmorganisation von Debian, ein Certification Mark (CT) auf den Begriff „Open Source“. Ein CT ist eine Form von Warenzeichen oder auch Gütesiegel, das den Produkten von Dritten verliehen werden kann:

„Da die Community ein verlässliches Verfahren benötigt, um zu wissen, ob ein Stück Software wirklich ‚open-source‘ ist, nimmt die OSI für diesen Zweck Anmeldungen von Zertifizierungszeichen entgegen: ‚OSI-zertifiziert‘ […] Wenn Sie das ‚OSI-zertifiziert‘-Zeichen für ihre Software verwenden möchten, können Sie dies tun, indem Sie Ihre Software unter einer anerkannten Lizenz aus der Liste verbreiten und die Software entsprechend kennzeichnen.“

Die Gründung der Bewegung erfolgte 1998 durch Jon „Maddog“ Hall, Larry Augustin, Eric S. Raymond, Bruce Perens und andere. Unter den Gründern wird E. Raymond wahrscheinlich am stärksten mit dieser Bewegung identifiziert. Nach seiner Selbstbeschreibung war und bleibt er ihr „Theoretiker“, doch reklamiert er für sich selbst keinen exklusiven Führungsanspruch.
Die ebenfalls 1998 von Mitchell Baker für den geplanten Netscape Communicator entworfene Mozilla Public License gehörte gleich zu Beginn zu den zertifizierten Lizenzen, was dem Begriff Open Source durch die Verbreitung der Netscape-Software eine hohe mediale Aufmerksamkeit bescherte.
Nach der Gründung der Open Source Initiative wurden die Rechte an dem CT von Software in the Public Interest auf die OSI übertragen. Gut fünf Dutzend Lizenzen hat die OSI seit dem geprüft und zertifiziert, womit diese offiziell den geschützten Titel „Open Source“ tragen dürfen. Um die Ausuferung der Anzahl der Lizenzen zu reduzieren, hat die OSI im Jahr 2007 eine Liste von 9 anerkannten Lizenzen herausgegeben, die entweder besonders gut geeignet sind oder eine hohe Bedeutung im bestehenden OSS-Umfeld haben.
Bruce Perens verließ später die OSI wieder, weil er die Opposition zur Free Software Foundation als schädlich empfand.

## Organisation
Die Open Source Initiative wird von einem losen Kollegium von erfahrenen, älteren Mitgliedern gelenkt, unter ihnen Raymond und andere Mitbegründer. Auch IT-Prominenz gehört zu diesem Kreis, wie etwa Linus Torvalds, Larry Wall und Guido van Rossum.
Ein Teil der Arbeit ist es, Softwarelizenz-Arten auf Konformität mit der von Bruce Perens verfassten Definition von Open Source zu prüfen. Es wird dann von einer OSI approved License (Engl.; eine von der OSI bestätigte Lizenz) gesprochen. Eine Liste der Lizenzen ist auf der Website der Organisation dokumentiert.
Seit 2003 ist die Arbeit der Open Source Initiative nicht mehr so öffentlich sichtbar. Lediglich ihr emeritierter Präsident Eric Raymond und der aktuelle Präsident Michael Tiemann verfassen des Öfteren Texte zum aktuellen Szenegeschehen.

## Erfolge
- Der Begriff Open Source fand 1998 bis 2000 breiten Einzug in der Presse, wurde aber zunächst nicht ganz verstanden.
- Zahlreiche Unternehmen öffneten sich dem Gedanken eines alternativen Open-Source-Betriebssystems.
- Die Open Source Initiative konnte zahlreiche interne Memos von Microsoft veröffentlichen, die die klare Gegnerschaft zu GNU/Linux und Überlegungen zu unsauberen Methoden der Konkurrenzbeseitigung darlegten.

## Definition von Open Source
In der Open Source Definition der Open Source Initiative wird folgendes verlangt:
Freie Weitergabe
Die Lizenz darf niemanden daran hindern, die Software zu verkaufen oder sie mit anderer Software zusammen in einer Software-Distribution weiterzugeben. Die Lizenz darf keine Lizenzgebühr verlangen.
Verfügbarer Quellcode
Die Software muss im Quellcode für alle Nutzer verfügbar sein.
Abgeleitete Arbeiten
Die Lizenz muss von der Basissoftware abgeleitete Arbeiten und deren Distribution unter derselben Lizenz wie die Basissoftware erlauben.
Integrität des Autoren-Quellcodes
Die Lizenz muss explizit das Verteilen von Software erlauben, die auf einer modifizierten Version des Originalquellcodes beruhen. Die Lizenz kann verlangen, dass solche Änderungen zu einem neuen Namen oder einer neuen Versionsnummer der Software führen und solche Änderungen dokumentiert werden. Die Lizenz darf verlangen, dass nur Patches zum Originalcode verteilt werden dürfen, wenn diese mit dem Quellcode verteilt werden.
Keine Diskriminierungen von Personen oder Gruppen
Die Lizenz darf nicht einzelnen Personen oder Gruppen die Nutzung der Software verweigern, z. B. den Bürgern eines bestimmten Staates.
Keine Nutzungseinschränkung
Die Lizenz darf den Verwendungszweck der Software nicht einschränken, z. B. kein Ausschluss militärischer oder kommerzieller Nutzung o. ä.
Lizenzerteilung
Die Lizenz muss für alle zutreffen, welche die Software erhalten, ohne z. B. eine Registrierung oder eine andere Lizenz erwerben zu müssen.
Produktneutralität
Die Lizenz muss produktneutral gestaltet sein und darf sich z. B. nicht auf eine bestimmte Distribution beziehen.
Die Lizenz darf andere Software nicht einschränken
Sie darf zum Beispiel nicht verlangen, dass sie nur mit Open-Source-Software verbreitet werden darf.
Die Lizenz muss Technologie-neutral sein
Sie darf z. B. nicht verlangen, dass die Distribution nur via Web/CD/DVD verteilt werden darf.
Gemeinfreie (Public Domain) Software erfüllt diese Bedingungen, soweit der gesamte Quellcode verfügbar gemacht wird.

### Aussagen und Implikationen
Die OSD ist somit keine Lizenz, sondern ein Standard, an dem Lizenzen gemessen werden.
Während die meisten Open-Source-Lizenzen die Nutzung der Software oder Medieninhalte ohne Einschränkung an jedermann freistellen, gibt es einige, die explizite Ausnahmen vorsehen. Dazu gehören etwa Lizenzen, womit Autoren aus politischen oder weltanschaulichen Gründen den Einsatz ihrer Software in der Wirtschaft, der Genforschung oder einer Abtreibungsklinik untersagen wollten. Aus Sicht der OSD gehören diese Anliegen jedoch nicht in eine Lizenz.
Deshalb schreibt die OSD für Open-Source-Lizenzen vor, dass sie nicht gegen Personen oder Gruppen (Ziff. 5) und gegen Einsatzgebiete (Ziff. 6) diskriminieren dürfen. Bei der Weitergabe an Dritte soll die Lizenz wirksam sein, ohne dass Rechteinhaber (der Copyright-Halter) und Lizenznehmer einen Vertrag unterzeichnen (Ziff. 7).
Die Gültigkeit von unterschriftslosen Lizenzverträgen wird derzeit auch für den Bereich kommerzieller oder vertraglicher Lizenzen diskutiert (s. u.), insofern ist die Erläuterung zur Ziff. 7 der OSD, Ver. 1.0, (ebd., S. 179) ein Wunsch, der in der Praxis selten erfüllbar ist. In der Erläuterung zur Ver. 1.761 heißt es, dass damit eine Schließung durch zusätzliche Anforderungen wie ein NDA ausgeschlossen werden soll.
Die OSD-Ziff. 8 besagt, dass die gewährten Rechte nicht davon abhängig gemacht werden dürfen, dass das Programm Teil einer bestimmten Distribution ist. Es muss frei bleiben, auch wenn es von dieser Distribution getrennt wird.

### Möglichkeit der Mehrfachlizenzierung
Die MPL ist die einzige Lizenz, die die Möglichkeit der Mehrfachlizenzierung ausdrücklich erwähnt. Ziff. 13 erlaubt es dem ursprünglichen Entwickler, nämlich Netscape, nicht aber den Kontributoren, ihren Code unter die MPL und zugleich eine alternative Lizenz zu stellen, unter denen Nutzer ihre Wahl treffen können. Darin ist die Handschrift von Perens zu erkennen, der denjenigen, die ihre Software frei belassen und sie zugleich verkaufen möchten, eine beliebige kommerzielle Lizenz plus der GPL als freie Lizenz empfiehlt.
Eine eigenartige Konstruktion ist die CVW-Lizenz des MITRE. Sie ist nur eine Art Rahmenlizenz, in der die Warenzeichen von MITRE von der Werbung für abgeleitete Werke ausgeschlossen werden. Darüber hinaus stellt sie dem Empfänger der Software frei, ob er sie unter der GPL oder der MPL nutzen möchte, die beide in der CVW-Lizenz enthalten sind.

## Kritik am Open-Source-Begriff
Einige Vertreter des Begriffs „Freie Software“ – insbesondere Richard Stallman – kritisieren jedoch, dass durch den neuen Begriff der „offenen Software“ die moralische Motivation und der Gedanke der Freiheit von Software in den Hintergrund treten. Auch wird kritisiert, dass der Begriff Open Source missverstanden werden kann.
Trotzdem stimmen die Definitionen von freier und offener Software, wie sie von der FSF und der OSI gemacht werden, im Wesentlichen überein.